# 나가노촌 (사이타마현)
나가노촌(長野村)은 사이타마현 기타사이타마군에 존재했던 촌이다. 현재의 교다시에 해당한다.

## 역사
- 1889년 4월 1일 - 정촌제 시행에 의해 이전의 나가노촌을 계승하여, 기타아다치군 나가노촌이 성립하였다.
- 1937년 4월 1일 - 호시카와촌, 모치다촌과 함께  오시정에 편입되었다.
- 1949년 5월 3일 - 오시정이 시로 승격, 교다시로 개칭되었다.